# Aljoetoren
De Aljoetoren (Aljoetoors: Алутальу, Alutalu, Russisch: Алюторцы) zijn een etnische groep, voorheen geclassificeerd als subgroep van de Korjaken. Ze wonen in het noorden van het schiereiland Kamtsjatka van het Russische Verre Oosten.
De naam Olyutorka die ook wordt gebruikt, betreft een vestiging waar vroeger veel Aljoetoren woonden.
Er zijn geen exacte gegevens over hun aantal, aan het eind van de 20e eeuw werd geschat dat er ongeveer 2000 tot 3000 in Rusland woonden. De officiële statistieken maken geen onderscheid met de Korjaken. De volkstelling van 2002 geeft een aantal van 8743 Korjaken; die van 2010 vermeldt 7953 Korjaken. In 2002 noteerden 12 respondenten als opmerking dat ze zich als Aljoetoor beschouwen.
Dit kan erop duiden dat ze vrijwel zijn opgehouden te bestaan als een apart volk.

## Taal
Het Aljoetoors behoort tot de Tsjoektsjo-Kamtsjadaalse talen, het aantal actieve sprekers is onduidelijk. Aan het eind van de 20e eeuw werd het aantal sprekers op 2000 geschat. Volgens Kibrik cs (2000) sprak aan het begin van de 21e eeuw nog slechts 10% van hen deze taal, oftewel enkele honderden personen. De volkstelling van 2002 leverde echter op dat 40 mensen in Rusland Aljoetoors spraken, terwijl 3019 aangaven Korjaaks te spreken. De telling van 2010 geeft 25 sprekers van het Aljoetoors.
Sinds de jaren 1950 houden veel experts het Aljoetoors voor een aparte taal. Vroeger werd het gezien als een dialect van het Korjaaks.
Bijzonder is dat er uitspraakverschillen zijn tussen mannen en vrouwen. Bijvoorbeeld l versus ts: een man zegt plaku, een vrouw ptsaku (schoeisel). Het was niet netjes als een man de vrouwelijke uitspraak gebruikte en andersom. De communicatie met buurvolken werd in de 20e eeuw in toenemende mate in het Korjaaks en Russisch gedaan; Russisch werd de taal van onderwijs en cultuur.

## Geschiedenis
De Aljoetoren worden genoemd in de eerste beschrijvingen van de Russische kolonisatie van Kamtsjatka. In 1697 legden de Siberische Kozakken hen belastingen op, waartegen ze in de daaropvolgende jaren gewapend verzet pleegden. Na onderdrukking van een opstand in 1751 daalde het aantal Aljoetoren flink. Ook werden ze vaak aangevallen door de Tsjoektsjen die hun rendierkudden roofden. Aan het eind van de 18e eeuw waren ze een geïsoleerd levend volk; pokkenepidemieën doorstonden ze vrijwel zonder schade. De afzondering hielp mee bij het behouden van hun traditionele leefwijze.
Traditioneel hielden de Aljoetoren zich bezig met rendieren houden, visvangst en jacht. Ze vestigden zich langs rivieren op hoger gelegen delen met goed uitzicht rondom. Achthoekige aarden huizen met verticale muren voor drie tot vijf gezinnen waren tot in de 19e eeuw het enige type behuizing. Vanaf de jaren 50 tot in de jaren 70 van de 20e eeuw werden de kinderen naar kostscholen gestuurd waardoor ze de eigen taal begonnen te verleren en de kennis van hun tradities afnam.
Politieke en economische vernieuwing werden een gevaar voor het voortbestaan van hun cultuur en henzelf.
Aan het begin van de 21e eeuw is hun taal, cultuur en gehele voortbestaan bedreigd door het kleiner worden van hun leefgebied, afname van het aantal rendieren en assimilatie met Russen en andere Siberische volken.

## Cultuur

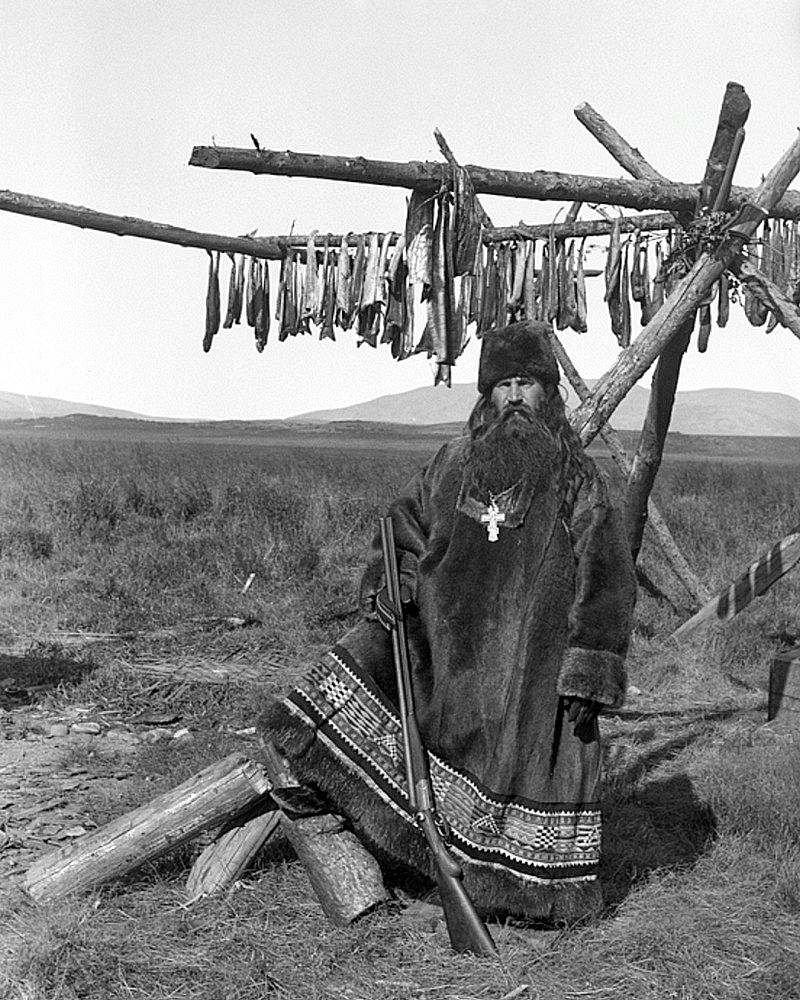
Orthodoxe priester gekleed in hertenvel met op de achtergrond yukola, 1901

De traditionele middelen van bestaan waren rendieren, visvangst en jacht op zeezoogdieren. Nomadische Aljoetoren hadden een kleine kudde rendieren, de kudde is gezamenlijk eigendom van de 4 tot 6 familieleden of vrienden; bijna iedereen had sedentaire familieleden waarmee ze de opbrengsten deelden. Visvangst vond plaats in de zomer van half juni tot half september, als de vis de rivieren opzwemt voor het paaien. Het grootste deel van de vangst werd gebruikt om te verwerken tot yukola. Dit was voor hen het belangrijkste voedsel, het werd ook aan de honden gevoerd. Vissen op zeehonden en zeeleeuwen gebeurde in voorjaar en herfst. Ze gebruikten het vlees en vet van de zeedieren door hetzij onmiddellijk te eten of ze maakten voorraden; de olie diende ook voor verlichting. De opbrengsten van deze jacht werden ook verhandeld. Van december tot februari werd gejaagd op pelsdieren. De religie bestond uit sjamanisme en animisme, de verering van voorouders en geesten.